# Tony Meola
Antonio Michael Meola dit Tony Meola, né le 21 février 1969 à Belleville, dans le New Jersey, est un ancien joueur international américain de soccer.

## Biographie
Meola est le gardien titulaire pour les États-Unis aux Coupes du monde 1990 et 1994. Il participe également au mondial 2002 en tant que troisième gardien derrière Brad Friedel et Kasey Keller.
Il reçoit sa centième sélection internationale contre la Jamaïque le 11 avril 2006.
Il a joué en Major League Soccer à partir du commencement de cette ligue en 1996.
Lors de la Coupe du monde 1990, il était le plus jeune capitaine de toutes les sélections.

## Palmarès
- Trophée Hermann 1989
- Vainqueur de la Gold Cup en 1991 avec les États-Unis
- Champion de MLS en 2000 avec Kansas City
- Vainqueur de la MLS Cup en 2000 avec Kansas City
- Meilleur joueur de MLS : 2000
- Gardien de l'année de MLS : 2000
- Trophée du retour de l’année en MLS : 2000
- Trophée d'homme du match de la MLS Cup : 2000